# Short Seaford
Short S.45 Seaford je bil britanski štirimotorni leteči čoln iz 1940ih. Uporabljal se je kot patruljni bombnik z dolgim dosegom. Razvit je bil na podlagi Sunderlanda in je sprva imel oznako "Sunderland Mark IV".

## Specifikacije (S.45 Seaford)
Podatki iz Green 1968, p. 107<
Splošne karakteristike
- Posadka: 8 - 11 (2 pilota, radio operater, navigator, inženir leta, bombardir, 3-5 operaterjev strojnice)
- Dolžina: 88 ft 6¾ in (27,00 m)
- Razpon kril: 112 ft 9½ in (34,38 m)
- Višina: 37 ft 3 in (11,35 m)
- Površina kril: 1687 sq ft (156,7 m²)
- Teža praznega letala: 45000 lb (20412 kg)
- Naložena teža: 75000 lb (34020 kg)
- Pogon letala: 4 ×  zvezdasti motor Bristol Hercules XIX, 1720 KM (1283 kW)  vsak

 Zmogljivost 
- Maks. hitrost: 242 mph (210 vozlov, 389 km/h) na višini 500 ft (150 m)
- Potovalna hitrost: 155 mph (138 vozlov, 249 km/h)
- Doseg: 3100 milj (2696 nmi, 4988 km)
- Višina leta: 14000 ft (4267 m)
- Hitrost vzpenjanja: 880 ft/min (4,5 m/s)
- Čas do višine 10000 ft (3050 m): 18 minut

Oborožitev

- Strelno orožje: 6 × 12,7 mm M2 Browning strojnice, 2 x 20 mm Hispano-Suiza HS.404 topa in 2 x 7,7 mm M1919 Browning strojnici
- Bombe: Do 2250 kg bomb in globinskih bomb